# Pleurospermum amabile
Pleurospermum amabile är en flockblommig växtart som beskrevs av William Grant Craib och William Wright Smith. Pleurospermum amabile ingår i släktet piplokor, och familjen flockblommiga växter. Inga underarter finns listade i Catalogue of Life.